# 圣若昂-杜帕拉伊苏 (马拉尼昂州)
圣若昂-杜帕拉伊苏（葡萄牙語：São João do Paraíso）是巴西马拉尼昂州的一个市镇。总面积2053.83平方公里，总人口11230人，人口密度5.5人/平方公里。